# برونو كرايسكي
برونو كرايسكي (بالألمانية: Bruno Kreisky) (22 يناير 1911 – 29 يوليو 1990)، سياسي نمساوي، ينتمي إلى الحزب الاشتراكي الديمقراطي، شغل منصب وزير الخارجية من عام 1959 حتى 1966، ثم تولى رئاسة الحكومة (المستشارية) في الفترة من 1970 إلى 1983. وعند بلوغه سن الثانية والسبعين، أصبح أكبر من شغل منصب المستشار في النمسا بعد الحرب العالمية الثانية.
امتدت فترة حكم كرايسكي إلى 13 عامًا، ما يجعلها الأطول لأي مستشار في تاريخ الجمهورية النمساوية. وكان يُعد شخصية محورية ومؤثرة في تيار الاشتراكية الديمقراطية في أوروبا الغربية، حيث أقام علاقات وثيقة وتعاونًا سياسيًا وثيقًا مع زعماء ذوي توجه مماثل، مثل فيلي برانت في ألمانيا الغربية وأولوف بالمه في السويد، من خلال منظمة الأممية الاشتراكية.

## روابط خارجية
- برونو كرايسكي على موقع IMDb (الإنجليزية)
- برونو كرايسكي على موقع الموسوعة البريطانية (الإنجليزية)
- برونو كرايسكي على موقع مونزينجر (الألمانية)
- برونو كرايسكي على موقع ميوزك برينز (الإنجليزية)
- برونو كرايسكي على موقع إن إن دي بي (الإنجليزية)
- برونو كرايسكي على موقع ديسكوغز (الإنجليزية)
- برونو كرايسكي على موقع كينوبويسك (الروسية)